# Zanthoxylum anodynum
Zanthoxylum anodynum är en vinruteväxtart som beskrevs av A. Molina. Zanthoxylum anodynum ingår i släktet Zanthoxylum och familjen vinruteväxter. Inga underarter finns listade i Catalogue of Life.